# Sintetici a qualunque costo
Sintetici a qualunque costo è un atto unico della commedia di Eduardo De Filippo rappresentata per la prima volta al teatro Sannazaro di Napoli il 21 febbraio 1934.

## Trama
Una malridotta compagnia di comici, alla ricerca disperata di una scrittura, propongono ad un impresario teatrale la rappresentazione de La vedova allegra, operetta in tre atti di Franz Lehár. 
L'impresario, dopo molte insistenze, si lascia convincere ma a una condizione: lo spettacolo deve durare poco, l'operetta deve essere rappresentata in modo estremamente sintetico.
I comici, che non hanno altra soluzione per sbarcare il lunario, accettano e, ossequenti ai desideri dell'impresario, in un quarto d'ora danno il via a una frenetica rappresentazione dove il testo e la musica della Vedova allegra sembrano essere cadute in un frullatore.

## Critica
«Sintetici a qualunque costo è una esilarantissima parodia degli spettacoli operistici [...] Ieri sera i fratelli De Filippo ci hanno presentato alcuni attori d'operetta esecutori della Vedova allegra ridotta a un quarto d'ora di canti e danze...si può immaginare quali effetti di strepitosa ilarità ha ottenuto questo scherzo.» 